# Thomas Hartung (Ökonom)
Thomas Hartung (* 19. Januar 1971 in München) ist ein deutscher Wirtschaftswissenschaftler.

## Leben
Von 1990 bis 1992 machte er eine Ausbildung zum Bankkaufmann, Deutsche Bank, München. Von 1992 bis 1997 studierte er Betriebswirtschaftslehre an der Ludwig-Maximilians-Universität München mit den Schwerpunkten: BWL der Versicherung, Kapitalmarktforschung und Finanzierung, VWL der Versicherung. Nach dem Abschluss 1997 als Diplom-Kaufmann, Ludwig-Maximilians-Universität München, war er von 1997 bis 2000 wissenschaftlicher Mitarbeiter am Institut für Betriebswirtschaftliche Risikoforschung und Versicherungswirtschaft (INRIVER) der Ludwig-Maximilians-Universität München. Nach der Promotion 2000 zum Dr. oec. publ. an der Ludwig-Maximilians-Universität München war er von 2000 bis 2006 wissenschaftlicher Assistent am Institut für Betriebswirtschaftliche Risikoforschung und Versicherungswirtschaft (INRIVER) der Ludwig-Maximilians-Universität München. Nach der  	Habilitation 2006 und Ernennung zum Privatdozenten (Ludwig-Maximilians-Universität München) vertrat er von 2006 bis 2007 die Professur für Versicherungswirtschaft an der Universität der Bundeswehr München. Seit 2007 ist er Inhaber der Professur für Versicherungswirtschaft an der Universität der Bundeswehr München. Von 2012 bis 2014 war er Prodekan der Fakultät für Wirtschafts- und Organisationswissenschaften.
Seine Forschungsschwerpunkte sind Eigenkapitalregulierung bei Versicherungsunternehmen, Mikroökonomische Theorie der Versicherung, Risikotheorie, Risikomanagement und alternativer Risikotransfer.

## Schriften (Auswahl)
- Unternehmensbewertung von Versicherungsgesellschaften. Wiesbaden 2000, ISBN 90-04-03902-3.
- Eigenkapitalregulierung bei Versicherungsunternehmen. Eine ökonomisch-risikotheoretische Analyse verschiedener Solvabilitätskonzeptionen. Karlsruhe 2007, ISBN 3-89952-302-4.
- mit Friedrich L. Sell: Auf der Suche nach der „optimalen“ Finanzmarktaufsicht. Neubiberg 2008.